# Moritz Kwarteng
Moritz-Broni Kwarteng (Stoccarda, 28 aprile 1998) è un calciatore tedesco, centrocampista del Bochum.

## Carriera
Kwarteng è cresciuto nei settori giovanili di Stoccarda, RB Lipsia e Hoffenheim. Nel 2017 è stato acquistato dall'Amburgo con cui ha firmato un contratto professionistico nel maggio 2018. Il 10 maggio 2021 ha debuttato in prima squadra nell'incontro di 2. Bundesliga vinto 5-2 contro il Norimberga.
Rimasto svincolato, il 21 gennaio 2022 ha firmato con il Magdeburgo in 3. Liga. Conquistata la promozione al termine della stagione, è stato protagonista di un'ottima annata nella stagione 2022-2023 in cui ha realizzato 10 gol in 29 partite di campionato.
Il 22 giugno 2023 è stato acquistato a titolo definitivo dal Bochum. Ha debuttato in Bundesliga il 7 ottobre seguente nell'incontro pareggiato 0-0 contro il RB Lipsia.

## Statistiche

### Presenze e reti nei club
Statistiche aggiornate al 2 dicembre 2023.
| Stagione        | Squadra         | Campionato      | Campionato | Campionato | Coppe nazionali | Coppe nazionali | Coppe nazionali | Coppe continentali | Coppe continentali | Coppe continentali | Altre coppe | Altre coppe | Altre coppe | Totale | Totale | Totale |
| Stagione        | Squadra         | Comp            | Pres       | Reti       | Comp            | Pres            | Reti            | Comp               | Pres               | Reti               | Comp        | Pres        | Reti        | Pres   | Reti   |        |
| --------------- | --------------- | --------------- | ---------- | ---------- | --------------- | --------------- | --------------- | ------------------ | ------------------ | ------------------ | ----------- | ----------- | ----------- | ------ | ------ | ------ |
| 2017-2018       | Amburgo II      | RL              | 23         | 3          |                 | -               | -               |                    | -                  | -                  |             | -           | -           | 23     | 3      |        |
| 2018-2019       | Amburgo II      | RL              | 27         | 5          |                 | -               | -               |                    | -                  | -                  |             | -           | -           | 27     | 5      |        |
| 2019-2020       | Amburgo II      | RL              | 9          | 2          |                 | -               | -               |                    | -                  | -                  |             | -           | -           | 9      | 2      |        |
| 2020-2021       | Amburgo II      | RL              | 10         | 4          |                 | -               | -               |                    | -                  | -                  |             | -           | -           | 10     | 4      |        |
| 2020-2021       | Amburgo         | 2L              | 3          | 0          | CG              | 0               | 0               |                    | -                  | -                  |             | -           | -           | 3      | 0      |        |
| gen.-giu. 2022  | Magdeburgo      | 3L              | 11         | 2          | CG              | 0               | 0               |                    | -                  | -                  |             | -           | -           | 11     | 2      |        |
| 2022-2023       | Magdeburgo      | 2L              | 29         | 10         | CG              | 1               | 0               |                    | -                  | -                  |             | -           | -           | 30     | 10     |        |
| 2023-2024       | Bochum          | BL              | 4          | 0          | CG              | 0               | 0               |                    | -                  | -                  |             | -           | -           | 4      | 0      |        |
| Totale carriera | Totale carriera | Totale carriera | 116        | 26         |                 | 1               | 0               |                    | -                  | -                  |             | -           | -           | 117    | 26     |        |

## Palmarès

### Club

#### Competizioni nazionali
- 3. Liga: 1

Magdeburgo: 2021-2022